# بخش هریونا
بخش هریونا (به سوئدی: Herrljunga kommun) یک ناحیه شهری در سوئد است که در شهرستان وسترا گوتلاند واقع شده‌است.